# Achter-Pommeren

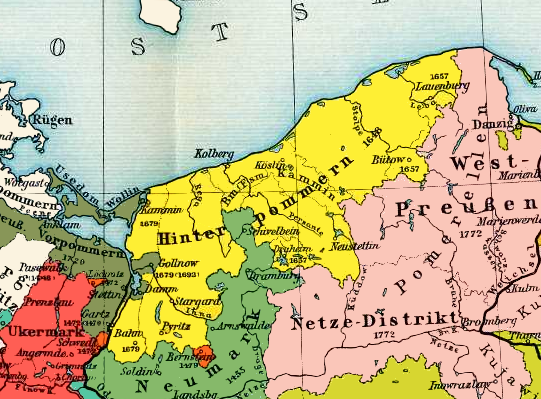
Achter-Pommeren (kaart uit 1905)

Achter-Pommeren (Duits: Hinterpommern; Pools: Pomorze Zaodrzańskie) is het gedeelte van het historische hertogdom Pommeren en de latere Pruisische en na 1870 Duitse provincie Pommeren dat ten oosten ligt van de rivier de Oder. Het behoort in zijn geheel tot de Poolse woiwodschap West-Pommeren. 
Het westelijke deel van Pommeren heet Voor-Pommeren. Dit gebied is na 1945 grotendeels bij Duitsland gebleven, maar de in Voor-Pommeren gelegen hoofdstad Stettin (het huidige Szczecin) moest wel aan Polen worden afgestaan. Ten oosten van Achter-Pommeren ligt de landstreek Pommerellen, die tot 1919 als Pruisische provincie West-Pruisen heette.

## Geschiedenis
In 1648 werd, na het uitsterven van het inheemse hertogengeslacht aan het eind van de Dertigjarige Oorlog, door de Vrede van Westfalen bepaald dat Achter-Pommeren grotendeels door het hertogdom Brandenburg-Pruisen ingelijfd zou worden. Voor-Pommeren kwam grotendeels onder Zweden; dit gebied werd Zweeds-Pommeren. In 1720 veroverde Brandenburg-Pruisen de oostelijke helft van Voor-Pommeren, dat nu met de havenstad Stettin één geheel ging vormen met Achter-Pommeren. Het Congres van Wenen wees in 1815 het westelijke Zweedse restant ook toe aan Pruisen, waarbinnen Voor- en Achter-Pommeren voortaan tezamen de provincie Pommeren vormden en na 1870 in het Duitse Rijk één provincie bleven. 
De bevolking bestond in de 13de eeuw uit Slavische stammen, maar werd door de kolonisatie van boeren uit het Duitse Rijk in taal verduitst. Desondanks lagen er tot ver in de 19e eeuw in de meest oostelijke randgebieden nog enkele Slavischsprekende dorpen. 
Economisch bleef Pommeren een stagnerend gebied, behalve industrie die zich in de havensteden ontplooide. Een aanzienlijk deel van de bevolking emigreerde tussen 1860 en 1930 naar Amerika, waar de Duitse Amerikanen hierdoor vaak een Pommerse afstamming hebben. 
In 1945 werd vrijwel de gehele Duitse bevolking van Achter-Pommeren en van Stettin verdreven en vervangen door een nieuwe Poolse bevolking. Na de Duitse eenwording in 1990 werden de delen van Voor-Pommeren die in 1945 bij Duitsland waren gelaten samen met Mecklenburg tot de nieuwe deelstaat Mecklenburg-Voor-Pommeren samengevoegd.